# De Kus (toneelstuk)
De Kus is een Nederlands toneelstuk dat werd geschreven en geregisseerd door Ger Thijs. Tussen januari en juni 2011 werd het 103 keer opgevoerd door heel Nederland. Een voorstelling duurde ongeveer 100 minuten, zonder pauze. Het werd uitgebracht door Hummelinck Stuurman Theaterbureau. Carine Crutzen werd genomineerd voor de Theo d'Or voor haar rol en Huub Stapel voor de Louis d'Or. 

## Plot
Een man en een vrouw komen elkaar toevallig tegen in het Limburgse Geuldal. Hij is cabaretier, maar zijn carrière is mislukt. Nu amuseert hij in een berenpak de jeugd in een landelijk pretpark. Zij is op weg naar het ziekenhuis. Ze krijgt vandaag de uitslag van een scan die gemaakt is naar aanleiding van een mammografie. Is haar lichaam ernstig ziek of hebben de doktoren zich in hun diagnose vergist?
Allebei hebben ze veel om over na te denken, vooral over de toekomst. Dit tweetal - de een in geestelijke, de ander in lichamelijke nood - vindt troost bij elkaar. Ze vervolgen hun weg gezamenlijk, wat een reeks ontroerende, hartverscheurende maar ook geestige verwikkelingen tot gevolg heeft. Intenser dan ze tot nu toe hebben ervaren overvalt hen de liefde tot hun wegen zich weer moeten scheiden.

## Rolbezetting
| Acteur         | Rol   |
| -------------- | ----- |
| Carine Crutzen | Vrouw |
| Huub Stapel    | Man   |